# Santa Margarida de Vilarnau
Santa Margarida de Vilarnau és una església amb elements prerromànics, romànics i barrocs de Palafrugell (Baix Empordà) protegida com a Bé Cultural d'Interès Local.

## Descripció
Capella d'una sola nau capçada al cantó de llevant per un absis poligonal. Arc triomfal de mig punt sobre pilastres amb impostes a bisell. Volta de canó que ha estat coberta de calç. Els paraments dels murs laterals tenen al descobert els aparells romànics, interiorment amb incisions imitant carreuades en el morter de les juntures de les pedres. En el mur de migdia, porta romànica, d'un sol arc de mig punt, actualment tapiada i només visible a l'interior, ja que exteriorment aquest mur fou recrescut, segurament al segle xvi. La façana de la capella, amb porta d'arc de gran dovellatge i finestra al costat, es precedida per un pòrtic cobert a doble vessant i un espai descobert limitat per alts murs que té una porta datada, a la llinda, l'any 1703. Darrere l'actual capçalera - de construcció recent- hi resta un fragment dels murs de l'extrem de llevant de l'església, que ha estat eliminat, amb un aparell, en part, en "opus spicatum".
A la capella hi podem distingir diverses etapes constructives: restes preromàniques darrere la capçalera, la nau romànica (del segle xi pels seus trets arquitectònics), un recreixement del mur de migdia, segurament del segle xvi, la façana i el pòrtic d'inicis del segle xviii. Sobre el frontis hi ha una petita espadanya de la darrera època o encara posterior.
Les obertures fetes els anys 1970 a l'església, sense permisos, han comportat els resultats següents: eliminació del sector de llevant de l'edifici (gairebé la meitat de la seva llargada) del qual només resta ara un fragment de mur -els paraments destruïts eren els més antics, preromànics, amb una petita porta d'aquesta època-, construcció d'un nou absis a l'extrem de tram de nau no eliminat, a imitació d'una capçalera barroca popular; integració de l'espai destruït de la capella al jardí de la finca veïna.
D'altra banda, descoberta de les estructures romàniques del tram de nau que queda; consolidació i restitució del culte a la capella en el seu estat actual (escurçada), represa de la festa de sant Ponç. Al costat de migdia de l'església hi ha un clos de mur de pedra i morter dit "el cementiri", que hagués estat molt interessant per a exploracions arqueològiques. També ha passat a la finca veïna; ara hi ha una piscina.

## Història
L'origen de la capella ha de ser molt remot, pels trets arquitectònics. Les notícies històriques conegudes són, però, poc antigues. L'any 1640 el terços castellans saquejaren la capella. L'any 1936 fou cremada i es perdé un retaule i la resta del mobiliari.